# For You Blue
For You Blue is een nummer van The Beatles, oorspronkelijk verschenen op het album Let It Be. Het is geschreven door George Harrison en gaat over zijn liefde voor zijn vrouw Patti Boyd. Het verscheen tevens als B-kant op de single The Long and Winding Road van hetzelfde album.

## Beschrijving en achtergrond
Oorspronkelijk heette het nummer George's Blues. Het is een countryblues nummer dat deels geïnspireerd is op Harrisons verblijf in Woodstock, New York in de tweede helft van 1968, waar hij samenwerkte met Bob Dylan en The Band.
De positieve en onbezonnen sfeer van For You Blue contrasteert met de verslechterde groepssfeer van The Beatles in die periode. In de film Let It Be van Michael Lindsay-Hogg is bijvoorbeeld een scène te zien waarin Harrison en Paul McCartney verwikkeld zijn in een woordenwisseling op 10 januari. Harrison verliet daarop de band, om later evenwel terug te keren. Lennon en McCartney domineerden de band op het artistieke niveau: meer composities van Lennon-McCartney dan Harrison haalden de albums van de band. Buiten The Beatles werden Harrisons muzikale kwaliteiten wel als gelijkwaardig aan die van zijn vakgenoten aanzien, bijvoorbeeld door zijn vriend Eric Clapton. Deze periode in Harrisons leven werd tevens gekenmerkt door een verhoogde productiviteit in het schrijven van muziek. De dominantie van Lennon en McCartney komt ook tot uiting in de keuze van de nummers die uiteindelijk het album haalden. Sommige composities van Harrison konden zeker wedijveren met Lennon-McCartney, zoals Something en All Things Must Pass, maar kwamen pas terecht op latere albums van The Beatles (Abbey Road) en Harrison solo (All Things Must Pass). Het is daarom merkwaardig dat deze "forgettable twelve-bar blues" ("een te vergeten bluesnummer volgens een twaalfmatenschema") het album haalde.

## Opname
For You Blue werd opgenomen op 25 januari 1969. In het begin van de opname valt een merkwaardige gesproken opmerking van Lennon te horen: "Queen says no to pot-smoking FBI movement." Het is een toevoeging van producer Phil Spector. In het midden van het nummer maakt Harrison een aantal ad lib verwijzingen. Zo verwijst hij naar Chuck Berry's Johnny B. Goode ("Go, Johnny, Go!") en naar Elmore James.
De opname die terechtkwam op het verzamelalbum Anthology 3 is de eerste take van het nummer van 25 januari 1969. Op Let It Be... Naked is een remix van dezelfde opname gebruikt als de oorspronkelijke Let It Be-versie, zonder de gesproken inleiding van Lennon.

## Muzikanten
Bezetting volgens Philippe Margotin et al.
- George Harrison – zang, akoestische gitaar
- John Lennon - steelgitaar
- Paul McCartney – piano, basgitaar
- Ringo Starr – drums